# Маккай (озеро)
Маккай (англ. Lake Mackay) — одно из сотен пересыхающих озёр, разбросанных по Западной Австралии и Северной территории. Фотографическая съёмка показывает появление сухих частей на Большой Песчаной пустыне, пустыне Гибсона и пустыне Танами. Озеро Маккай покрывает примерно 100 километров с севера на юг и с запада на восток. Более тёмные области на фотографии показывают на области с пустынной растительностью или водорослями, некоторой влажностью почвы вокруг озера, или углубления, куда скапливается вода. В таком аридном климате соли и другие минералы переносятся на поверхность из-за капиллярных сил, вызванных испарением. Отсюда такая белая поверхность озера.